# بريمية إنادية
بريمية إنادية (الاسم العلمي:Leptospira inadai) هي نوع من البكتيريا تتبع جنس البريمية من فصيلة نظيرات البريمية.